# Аэропракт A-22

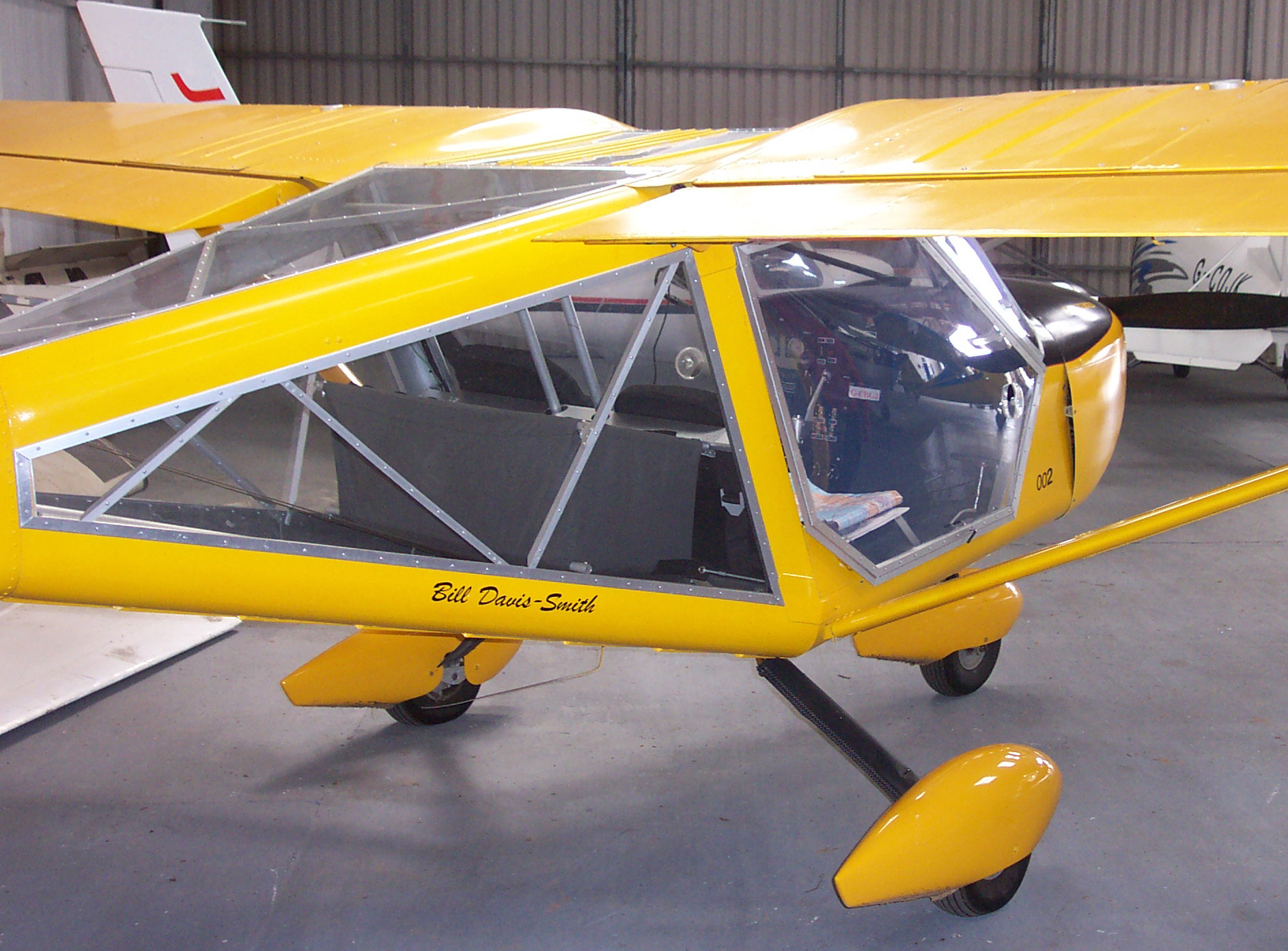
Вид сзади.

А-22 «Летучая лисица» (англ. Foxbat) — двухместный сверхлёгкий летательный аппарат с высокорасположенным крылом, разработанный в украинской компании Аэропракт под руководством Юрия Яковлева. Конструкция цельнометаллическая, кроме капота двигателя, зализов крыла и обтекателей колёс, сделанных из пластика. Шасси трёхопорное, не убирающееся, в обтекателях, с управляемой передней стойкой. Крыло имеет тканевую обшивку. Двигатель поршневой, воздушного охлаждения, с трёхлопастным пропеллером. Отличается от своего предшественника Аэропракт А-20 большим комфортом кабины с расположением кресел пилотов бок о бок, изменённой конструкцией шасси и улучшенным обзором из кабины за счёт увеличенной площади остекления. Всего изготовлено 601 самолетов моделей А-22/22L/22L2 и 399 самолетов модели A-22LS.

## Лётно-технические характеристики
- Максимальная скорость: 220 км/ч.
- Скорость сваливания (с закрылками): 55 км/ч.
- Крейсерская скорость при оборотах 4300: 130 км/ч.
- Макс. дальность полёта (90 л топлива, штиль): 580 км.
- Макс. продолжительность полёта (90 л топлива): 4 ч. 30 мин.
- Скороподъёмность (МСА, уровень моря): 3 м/с.
- Двигатель Rotax 912: мощность 100 л.с.
- Разбег/пробег (в штиль): 70/100 м.
- Размах крыла: 9.55 м.
- Длина: 6,23 м.
- Высота: 2,4 м.
- Площадь крыла: 12.62 м².
- Максимальный взлётный вес, сухопутный/на поплавках: 450/450 кг.
- Вес пустого: 306 кг.
- Перегрузки: +4/-2[2].

## Модификации
- А-22L - более лёгкий вариант;
- А-22L2 - глубокая модификация А-22, переработан для расчетного взлетного веса 472,5 кг в соответствии с требованиями категории LSA (Light Sport Airplane);

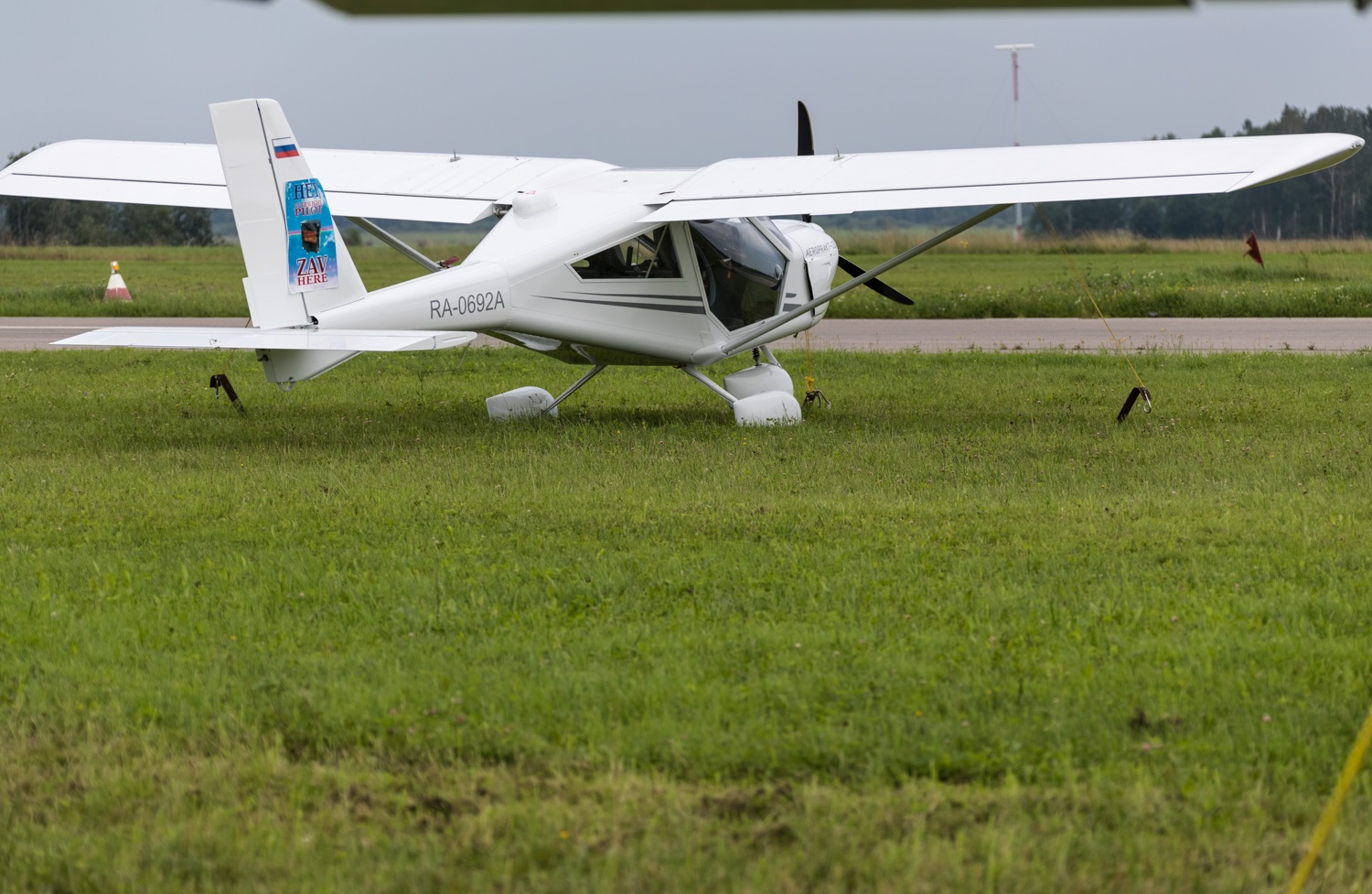
Aeroprakt-22LS на аэродроме Орловка

- Aeroprakt-22LS на аэродроме ОрловкаА-22LS - глубокая модификация А-22, переработан для расчетного взлетного веса 600–650 кг в соответствии с требованиями категории LSA (Light Sport Airplane).

## Аварии и катастрофы
- 3 июня 2014 года в Смидовичском районе Еврейской автономной области во время полёта разбился легкомоторный самолёт «Аэропракт A-22» (рег. № RA-0080A). Погибли пилот и пассажир[3].
- 7 марта 2015 года в Новосибирской области на остров в акватории реки Обь совершил вынужденную посадку, по причине отказа двигателя, самолёт «Аэропракт» А-22. Пассажир и пилот не пострадали[4].
- 16 августа 2016 года в Кондинском районе Ханты-Мансийского автономного округа разбился гидровариант А-22, производивший работы по авиалесоохране. Лётчик-наблюдатель Дмитрий Бачурин погиб, командир ВС госпитализирован в тяжелом состоянии.
- 22 августа 2018 года во время тестового полёта после ремонта разбился легкомоторный самолёт «Аэропракт A-22». Потерпел крушение в 2,5 км северо-западнее Вознесенска Красноярского края РФ. Пилот погиб[5].
- 24 октября 2021 года на аэродроме «Ватулино» городского округа Руза Московской области произошло падение легкомоторного самолёта «Аэропракт A-22». В результате падения двое человек погибли[6].
- 14 января 2022 года на аэродроме «Старобелокуриха» Алтайского крайя произошло падение легкомоторного самолёта «Аэропракт A-22». В результате падения двое человек получили травмы[источник не указан 470 дней].
- Вечером 13 августа 2022 года в Слонимском районе (Гродненская область, республика Беларусь) недалеко от деревни Рязановщина разбился A22LS. Погибли два человека[источник не указан 470 дней].
- 5 апреля 2023 года самолёт упал рядом с селом Бутовск, рядом с границей с Черниговской областью Украины. Пилот был задержан российскими пограничниками и позднее арестован по подозрению в незаконном пересечении границы[7].
- 2 апреля 2024 года два БПЛА атаковали комплекс хостелов при заводе боевых дронов, для сотрудников «Алабуга Политех» и производственное здание, в ходе удара пострадало 14 рабочих предприятия[8][9]. Ранее журналисты сообщали, что студенты «Алабуга Политех» участвуют в сборке иранских ударных дронов, которые используются в российском нападении на Украину[10][11]. По данным аналитиков, атакующие БПЛА были переоборудованы из самолёта «Аэропракт-А22» в «Aerosor Nynja»[8][12][13][14].